# Pteronotus parnellii
Espèce
Synonymes
- Pteronotus paraguanensis 
Linares et Ojasti, 1974

Statut de conservation UICN

 LC  : Préoccupation mineure
Pteronotus parnellii est une chauve-souris insectivore originaire du continent américain. Cette espèce de chauve-souris étend son aire de répartition de Sonora, au Mexique, au Brésil. C’est une grande chauve-souris avec un avant-bras d’une longueur de 60 mm. Ses oreilles sont petites et pointues.
Ces chauves-souris vivent principalement dans des zones humides, bien qu’on puisse également les rencontrer dans des forêts de caducs. Elles vivent dans des grottes ou des tunnels, parfois avec d’autres espèces de chauves-souris. La femelle donne naissance à un petit une fois par an.

## Sources
- (en) Cet article est partiellement ou en totalité issu de l’article de Wikipédia en anglais intitulé « Parnell's Mustached Bat » (voir la liste des auteurs).
- (en) John F. Eisemberg et Kent H. Redford, 2000. Mammals of the Neotropics: Ecuador, Bolivia and Brazil.
- (en) Don E. Wilson, 2003. The Smithsonian book of North American mammals.